# 10,5-cm-Flak 38
Die 10,5-cm-Flak 38 war ein nur wenig gebautes deutsches Geschütz, das kurz vor Beginn des Zweiten Weltkrieges bei der Luftwaffe eingeführt wurde.

## Vorgeschichte
Bereits bei Entwicklung der 10-cm-Kanone 14 in den Jahren 1913/14 kam die Forderung auf, dieses Geschütz müsse auch zum Bekämpfen von Beobachtungsballonen geeignet sein. Indessen ließ man später von dieser Forderung ab, da das Geschütz dazu völlig ungeeignet war.
Die Kaiserliche Marine ersetzte ab etwa Juli 1916 die bislang auf Torpedobootszerstörern und U-Booten verwendeten 8,8-cm-Kanonen durch die 10,5-cm-Utof L/45 (U-Boot/Torpedoboot-Flak). Dieses Geschütz hatte einen Höhenrichtbereich von maximal 50° und konnte daher auch anfliegende Flugzeuge in einer gewissen Entfernung bekämpfen. Für den Gebrauch beim Heer wurde der Höhenrichtbereich auf knapp 90° erhöht, wegen des hohen Gewichts des Geschützes wurde es auf Eisenbahnwaggons (Flachwagen) montiert. Zwei solche Geschütze bildeten 1918 die 10,5-cm-Flakbatterie auf Eisenbahnwagen Nr. 102. Der Friedensvertrag von Versailles verbot Deutschland  den Besitz von Flak-Geschützen wie auch von U-Booten, auch die mit 10,5-cm-Geschützen ausgerüsteten Zerstörer waren alle auszuliefern oder abzuwracken.

## Entwicklung und Einsatz
Allerdings konnte Deutschland die ab 1923 gebauten Torpedoboote der Raubvogel-Klasse mit 10,5-cm-Utof L/45 ausrüsten, sodass die Waffe weiterhin in Gebrauch blieb. 1933 begann, fußend auf dieser Waffe, die Neuentwicklung einer 10,5-cm-Flugabwehrkanone mit höherer Schussweite zur Bekämpfung von Flugzeugen in großer Höhe, wofür vor allem das Rohr verlängert werden musste. Erste Versuchsbatterien -die Batterie zu vier Geschützen- entstanden 1937/38. 1938 ging das Geschütz mit 4 Stück pro Monat in Produktion.
Die Waffe war auf einer Kreuzlafette montiert und wurde entweder ortsfest eingesetzt oder mit Sonderanhänger 203 gezogen. Sie hatte eine elektrisch angetriebene Richtmaschine und automatische Ladeeinrichtung. Die zentrale Feuerleitung für die gesamte Batterie erfolgte vermittelst des Kommandogerätes 36.
Die Waffe zeigte noch zahlreiche Kinderkrankheiten: Insbesondere funktionierten die elektrischen Einrichtungen noch nicht einwandfrei, die Truppe musste an dem Gerät erst Erfahrungen sammeln. In Auswertung aller dieser Erkenntnisse entstand 1938/39 ein neues Gerät, die 10,5-cm-Flak 39, die im Laufe des Jahres 1939 das Vorgängermodell in der Produktion ablöste.